# Graphania atavistis
Graphania atavistis är en fjärilsart som beskrevs av George Francis Hampson 1902. Graphania atavistis ingår i släktet Graphania och familjen nattflyn. Inga underarter finns listade i Catalogue of Life.